# Грицько Кердейович (львівський каштелян)
Грицько Кердейович, або Кердеєвич (Ян Грицько Кердей, Грицько Кердей, Грицько Поморян, Грицько Кердеєвич; ? — 1461/1462 р.) — руський (український) боярин з роду Кирдеєвичів, державний і військовий діяч Польського Королівства.

## Життєпис
Вперше у політичному житті згаданий у 1430 році.
Входив до так званої «руської партії» у Кракові (як противага впливу на Русі Одровонжів Спровських). Ця партія у 1430 р. досягла проголошення Єдлінського привілею, який зрівнював їх у правах із поляками, а після смерті Владислава II Ягайла у 1434 р. вони поставили Софію Гольшанську регенткою при малолітніх дітях — вона фактично правила Польщею. Поза усяким сумнівом, партія мала намір правити не тільки у Кракові, а й у Вільному.
1431 р.: брав участь у сутичках із загонами князя Свидриґайла; влітку взяв замки Збаража, Володимира. Невдовзі 1431 року брав участь у виправі 2000 вояків на Крем'янець, 21 серпня в селі Тиване (пол. Tywanie) розбив війська руських князів Василя і Балабана. За ці заслуги 1431 року польський король Ягайло призначив його старостою у Холмське князівство, управляти яким почав 1433 року (на чотири роки був призначений державцем, пізніше термін було продовжено). 1433 р. розбив загін князя Олександра Носа під Грубешевом; як винагороду за це отримав від польського короля Владислава ІІ призначення першим холмським старостою після створення Руського воєводства в 1434 р.
У 1440—1444 роках часто перебував в оточенні короля, записаний свідком королівських привілеїв. 1459 року відбув у посольство до Молдавії з Яном Анджеєм Бучацьким (результати невідомі, було призначене для убезпечення Корони від південно-східних сусідів).
Фігурував у численних майнових судових позовах (востаннє 13 червня 1462 року).
Помер після 25 листопада 1462 року (точна дата смерті невідома).

## Історична довідка
Польська шляхта намагалася долучити Поділля до Польщі. Як тільки помер Вітовт Кейстутович (1430 p.), польські пани негайно вислали своїх гінців до Кам'янця зі звісткою про його смерть, кам'янецькі поляки під проводом єпископа Павела з Боянчиць, колишнього старости Грицька Кердейовича, що перейшов на польський бік, шляхтичів Бучацьких зв'язали та ув'язнили Вітовтового намісника Довгірда (який ще не знав про смерть сюзерена), захопили замки Кам'янця, Смотрича, Бакоти, Скали, Червоногорода.
Незалежним Холмське князівство було до 1433 р. (точніше, Белзько-Холмське, оскільки у 1399 р. останній холмський князь Іван Юрійович загинув у битві на Ворсклі з Єдиґеєм та Тимуром-Кутлуком,— відтоді Холмщиною правили белзькі князі). За ці землі тоді між Литвою та Польщею постійно точилася боротьба, яка мала відлуння і в українському суспільстві. Інтереси Литви відстоював князь Олександр Ніс, Польщі — Грицько Кердейович, який не тільки приєднав до неї Поділля, а робив усе можливе для приєднання Холмщини.

### У літературі
Негативний персонаж роману «Сумерк» Юліана Опільського. Позитивний персонаж твору — боярин Микола з Рудник, називає його, зокрема, «собачим перевертнем».

### Уряди (посади)
Староста холмський (1431–1439 рр.), подільський воєвода (1439–1462 рр.), теребовельський староста (1456 р.), староста красниставський, каштелян львівський. Отримав від короля згоду на викуп від Бартоша Бучацького заставленого Кам'янецького староства, але угоду не уклали.

## Маєтності
1410 року король Владислав Ягайло дав привілей подільському воєводі Грицькові Кердейовичу на Кормильче і Ходиківці (Зарічанка).[джерело?] Володів Винниками (1443 р.), Гусятином (початок XV с.), Поморянами. Головні маєтки Грицька Кердея були в Поморянах, Винниках, Підбережжі (або Підбереззі, біля Львова), Микулинцях, Гусятині, Шпиколосах Золочівського повіту, села Дуб, Козлів, Поленч. Королем Ягайлом були надані села Зухоричі на Русі, Даловичі у Прошовіцькому повіті. До фундацій Г. Кердея належать костели у Білці Шляхецькій під Львовом 1454 року, один з костелів у Львові, Вижнянах (з десятини у Підбереззі). Козлів у 1456 році продав за 400 гривень Бучацькому.

## Сім'я
Перша дружина — Зофія Заремба, донька сєрадзького каштеляна Заремби, молодша на 25 років, чи Клара

Друга дружина Ядвіґа з Бережан та Божикова — вдова теребовельського старости Яна Бучацького — була власницею, зокрема, Лапшина, Лісників. Сини від двох шлюбів Іван (Ян) та Сигізмунд Кердей (староста)(? — 14981498, Поморяни)) до 1464 року керували Теребовельським староством. Є інформація, що його сином був Дмитро зі Спикльос.

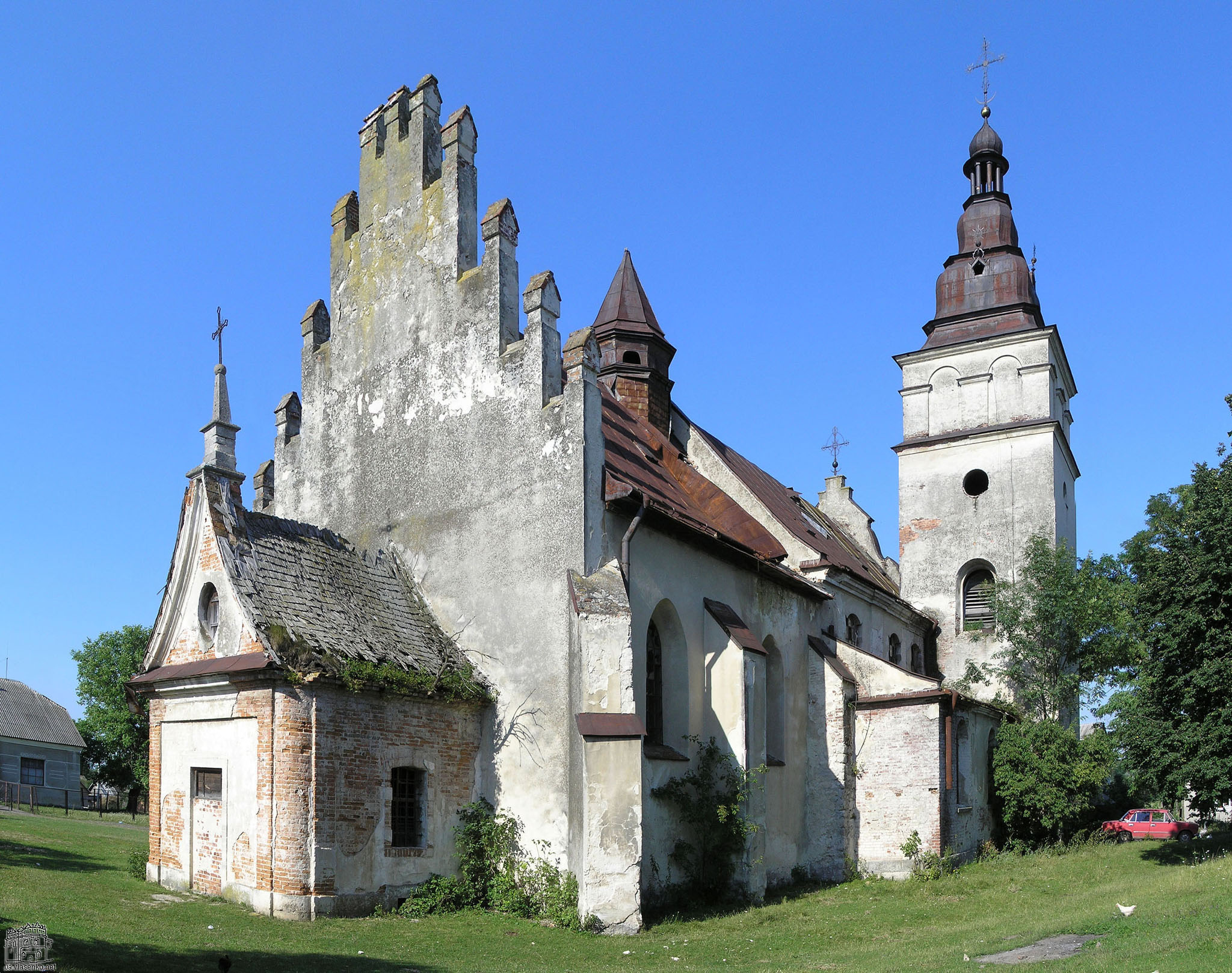
Миколаївський костел у Вижнянах
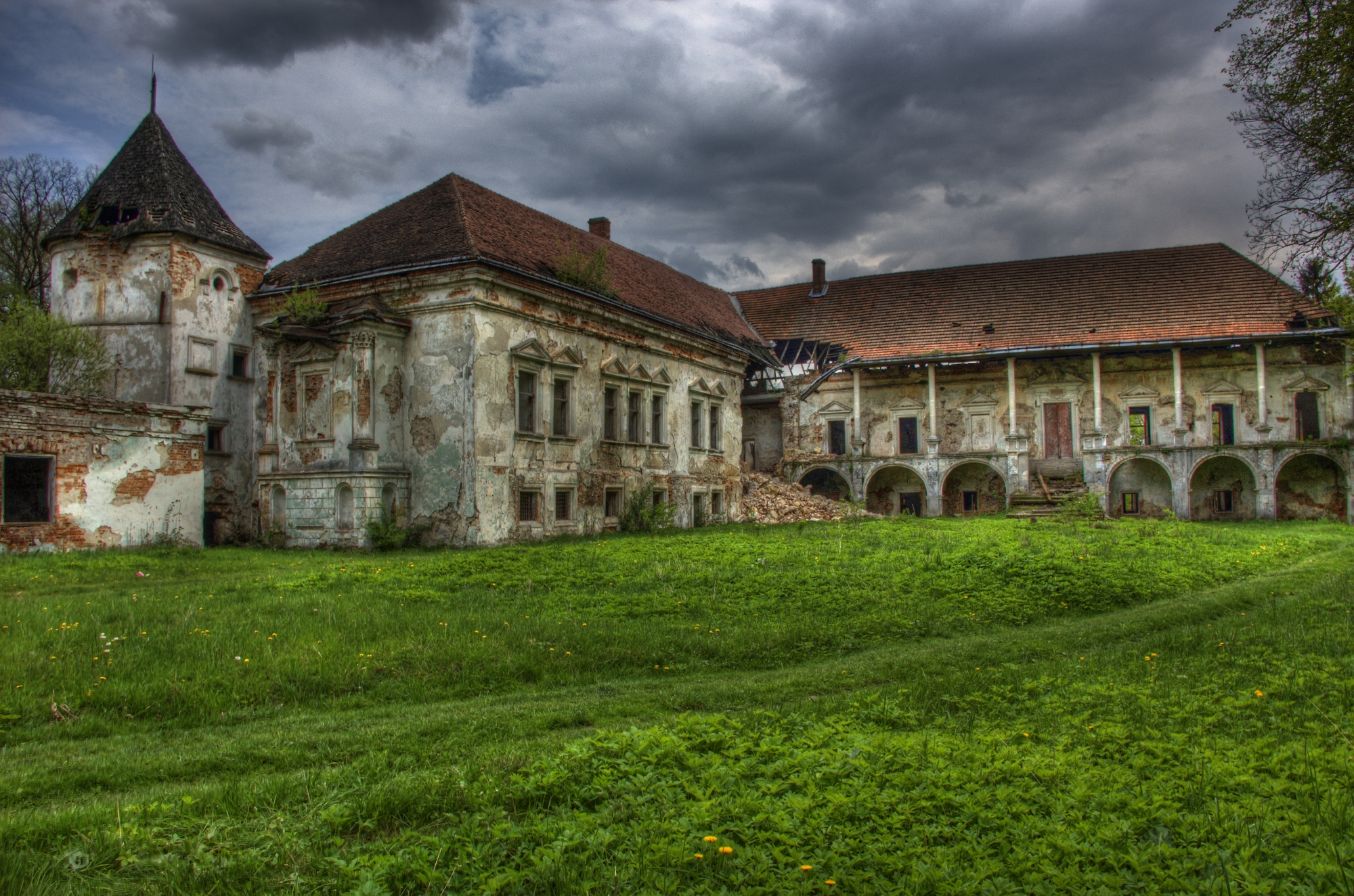
Замок в Поморянах